# Arquitectura primitiva

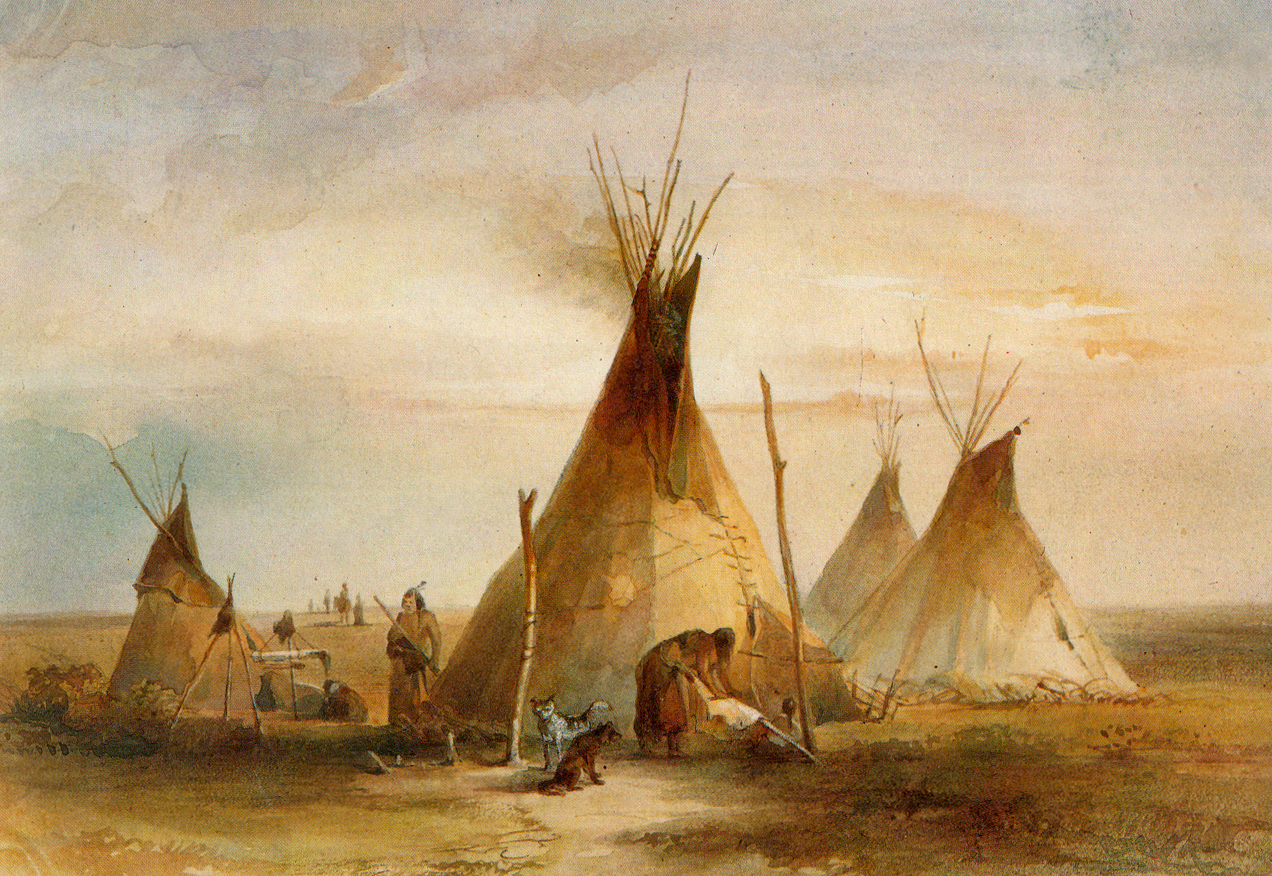
Tippi de los Sioux. Acuarela de Karl Bodmer, de su viaje a los Estados Unidos de América

La arquitectura primitiva es la arquitectura que se asocia con las sociedades definidas como primitivas por los antropólogos. Comprende, en primer lugar, las sociedades primitivas actuales, es decir, aquellas sociedades cuya cultura está o estuvo poco contaminada por las culturas más desarrolladas de los pueblos vecinos o de los conquistadores. En segundo lugar pero con la misma importancia están las sociedades primitivas que al final del neolítico realizaron las primeras construcciones cuyos restos han llegado hasta nosotros. Son las sociedades que se establecieron en el valle del Nilo, Palestina, Siria, Mesopotamia o Anatolia o las que se establecieron en la India, China y otras partes de Asia, o los pueblos y culturas establecidos en África, Europa o en la América precolombina las cuales evolucionaron hacia las culturas o civilizaciones que se han desarrollado a lo largo de la historia. También son las culturas neolíticas primitivas de diversas partes del mundo cuya huella en la civilización prácticamente se extinguió con ellas.
La arquitectura primitiva se halla en la base de la arquitectura popular y de la arquitectura culta, de hecho, autores como Rappoport (ver bibliografía) denominan arquitectura vernácula al conjunto formado por la arquitectura primitiva y la arquitectura popular identificada por el propio Rappoport, como arquitectura vernácula preindustrial.
La «Encyclopedia of Vernacular Architecture of the World» (ver bibliografía), realiza un compendio exhaustivo de las tipologías y variantes locales de la arquitectura vernácula; su punto de vista, a la vez tipológico y regional, permite establecer una clasificación que sin ser propiamente tal, constituye un marco de referencia general de la arquitectura primitiva. En este sentido, se indican seguidamente una serie de tipos significativos, vinculados a distintos pueblos y culturas, con distintos estadios de desarrollo :

## Antes de la Arquitectura
Los elementos significativos del territorio, como son: las pozas de agua, los ríos, las colmenas, los termiteros, los grandes árboles, etc., o el propio medio natural donde habitan los pueblos y tribus primitivos, es sometido por ellos a una interpretación mítico espacial que permite, a la antropología moderna, postular una arquitectura del territorio entendida como inseparable de la arquitectura de residencia. Así tenemos que antes de la arquitectura construida, los pueblos primitivos, mediante las interpretaciones mítico simbólicas de su medio físico, construyen verdaderos modelos espaciales que establecen la mediación entre la propia estructura social y el territorio. La evolución de estas interpretaciones míticas, a través del desarrollo cultural de estas sociedades, se integrará en las distintas tipologías constructivas, estableciendo, ya desde el inicio, el papel de la arquitectura, el cual queda definido sobre la base de su contribución determinante al mantenimiento del orden social alcanzado. 

### Las tribus de cazadores-recolectores y sus campamentos
- Las construcciones efímeras de las bandas de cazadores o recolectores que se desplazan continuamente por un territorio en busca de comida, presas o raíces, consisten en mamparos provisionales hechos con ramas y hojas, sombrajos para protegerse del sol, Wigwams o pequeñas cabañas o huts y otras construcciones más o menos duraderas las cuales, al finalizar su utilidad, se abandonan en el lugar donde fueron construidas. El patrimonio de estos grupos se reduce a los objetos de supervivencia: armas, recipientes, utensilios, etc. La cabaña, más que como vivienda, frecuentemente sirve para proteger el fuego.

- El iglú de los esquimales, con sus variantes estacionales vinculadas al ciclo solar, constituye un intermedio entre la construcción móvil de la tienda de verano, formada con una estructura de huesos de ballena y pieles de foca o caribú, con el exterior conocido de su forma invernal, consistente en una serie de espacios cubiertos con cúpulas de bloques de hielo, que envuelven la tienda de verano. Los esquimales poseen un extraordinario conocimiento del territorio, basado fundamentalmente en la línea de la costa que constituye la única traza significativa y constante en el tiempo del paisaje. La imagen de esta línea, sus accidentes por imperceptibles que puedan parecer junto con los vientos o la cuidadosa observación del sol y las estrellas permiten mantener el contacto entre los individuos y los grupos que ha forjado su singular cultura.

- Las cabañas familiares provisionales y efímeras, de planta circular que durante la estación seca construyen las mujeres de las tribus Nambikwara, que habitan en el occidente de Brasil, están formadas por ramas e hojas de palma unidas en la parte alta. Las bandas aisladas se reagrupan en un campamento invernal semipermanente, donde los hombres practican la horticultura. Durante la estación seca, los Nambikwara se desplazan orientándose, a través de centenares de kilómetros, mediante el conocimiento de los puntos de acceso al agua, de forma que incluso los nombres geográficosy la denominación de los puntos cardinales tiene que ver con el agua. Los «mapas» o itinerarios son sucesiones mnemónicas de nombres, los cuales pueden trazarse en la arena.

- Los Yanomami son una tribu seminómada del alto Orinoco, su campamento semipermanente o «shabono» se ha conocido detalladamente, así como su modo de vida y su cultura por el testimonio de Helena Valero, la cual fue abducida por una de las tribus durante varios años. El «shapuno» es un espacio redondeado rodeado de una serie de abrigos realizados con enormes mamparos inclinados con una sola vertiente, hacia el exterior. Están hechos con postes y hojas de palma. Cada abrigo del «shabono» alberga varias familias mientras el espacio central pertenece a la tribu y se considera sagrado. La plaza central se halla realzada para evitar que se embarre en el periodo de lluvias, pero delante de los abrigos familiares se excavan redes de canalización que conducen las aguas fuera.

- Las aldeas y campamentos estables de huts o cabañas con techo de cónico o cupuliforme, realizado con ramas y hojas, o paja y barro presentes en Zambia, Kenia, Mozambique, Namibia y en general del África meridional.

## Tipos y variantes de la arquitectura primitiva

### La Casa Móvil De Los Pueblos Nómadas
- El tipi de los indios de las praderas en Norteamérica para la residencia de una familia, junto con la estructura del campamento invernal y la organización de las batidas para la caza del bisonte constituyen algunos de los elementos esenciales de su cultura, sujeta, a partir de la conquista, a notables cambios para adaptarse a una colonización hostil, aunque no exenta de contactos con los colonizadores. Los indios de las praderas constituyen un conjunto de naciones que si bien en su origen eran cazadores pedestres (Pies Negros) o agricultores sedentarios, con la introducción del caballo por los colonizadores, y la emigración hacia el oeste al ser expulsadas de sus asentamientos, se convirtieron, en los siglos XVIII y XIX, en pueblos nómadas criadores de caballos.

- La yurta de los pueblos kazakos, mongoles o afganos y otras naciones del Asia central dedicados al comercio y a la cría de ganado, se desplazan estacionalmente por un vasto territorio llevando consigo sus pertenencias.

- La jaima o tienda de los beduínos o los pueblos árabes dedicados al pastoreo y la cría de camellos o el comercio entre ciudades y poblaciones sedentarias.

### La Casa Comunal
- La casa larga o la maloca de las tribus de la Amazonia, la casa de los iroqueses de Canadá, así como las umas de Indonesia las casas largas de Borneo, etc., constituyen el hábitat propio de tribus o clanes comunales, con estructuras sociales igualitarias donde se comparten las tareas y las pertenencias. Son las sociedades que practican el llamado comunismo primitivo o tribal, algunas de las cuales han evoluciondo hacia sociedades con estratificación social que tienen en la aldea el tipo de asentamiento propio de estas culturas y de las culturas del neolítico medio y superior.

### Las casas de techo plano
- Las casas de techo o cubierta plana con la entrada a la casa a través del techo, constituyen los llamados «pueblos» Nuevo México, es propio de las tribus de dicho estado y del de Arizona.

- Las aldeas de tapial con cubierta plana de Nepal, China y otros lugares.

Las casas, aldeas y ciudades de los pueblos bereberes, hechas de tapial y techo plano, con pocas aberturas, enlazan con la arquitectura popular de Andalucía representada por conjuntos urbanos completos como Mojàcar y otros.

### La Aldea
- Los «Falis» y las aldeas del Camerún, Alto Volta, Senegal y en general del África subsahariana, cuyos mitos animistas coexisten con la práctica oficial del Islam. Las extraordinarias formas de sus casas, sus graneros, parlatorios, etc., son el testimonio fecundo de un encuentro de dos culturas.

- Las casas, palacios de las aldeas o ciudades de los pueblos de Polinesia, Micronesia, Nueva Guinea , etc.